# Велика вас
Велика вас (словен. Velika vas) је насељено место у општини Моравче, Средњесловенска регија, Словенија.

## Историја
До територијалне реорганизације у Словенији била је у саставу старе општине Домжале.

## Становништво
У попису становништва из 2011. године, Велика вас је имала 60 становника.
| Број становника према пописима | Број становника према пописима | Број становника према пописима |
| ------------------------------ | ------------------------------ | ------------------------------ |
| 1991                           | 2002                           | 2011                           |
| 58                             | 53                             | 60                             |

Напомена: Године 1953. увећан за део насеља Свети Миклавж који је укинут.

## Галерија
- табла на улазу
- зимски пејзаж